# 스타디오 마리오 리가몬티
스타디오 마리오 리가몬티(이탈리아어: Stadio Mario Rigamonti)는 이탈리아 브레시아에 위치한 축구 경기장이다. 
1959년에 지어졌으며, [브레시아 칼초|브레시아]]의 홈구장으로 사용되고 있다. 수용 인원은 18,160명이다. 